# Jürgen Petzold
Pour les articles homonymes, voir Petzold.
Jürgen Max Gottfried Petzold (né le 4 avril 1953 à Auerbach/Vogtl.) est un homme politique allemand (CDU). De 1999 à 2014, il est membre du Landtag de Saxe. 

## Biographie
Jürgen Petzold est né dans le quartier de Brunn de la ville d'Auerbach. Il étudie l'administration des affaires après avoir obtenu son diplôme de fin d'études secondaires et obtient un diplôme en administration des affaires. Jusqu'en 1990, il travaillé dans diverses entreprises et pour la ville d'Auerbach. De 1990 à 1992, il est chef des ventes et de la logistique chez Londa GmbH Rothenkirchen et de 1992 à 1999 chef du bureau du développement économique et des biens immobiliers de la ville d'Auerbach. 

## Politique

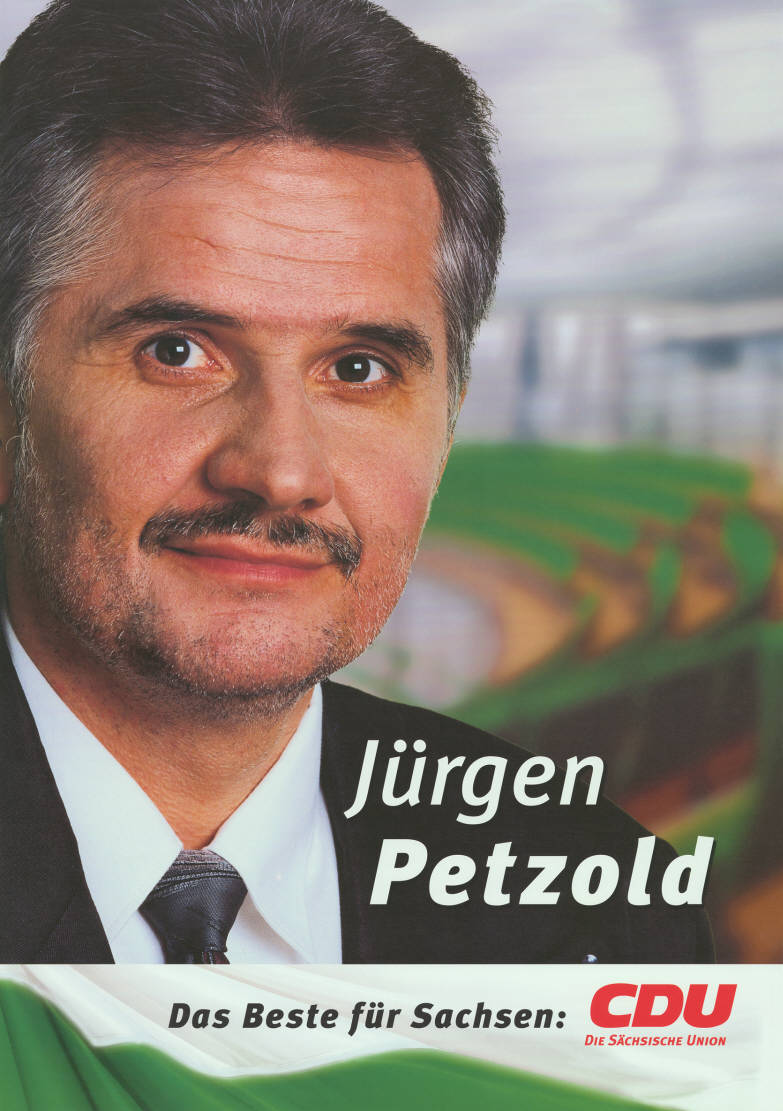
Affiche électorale de 1999

Jürgen Petzold a rejoint la CDU de la RDA en 1971. De 1999 à 2007, il est président de l'association municipale de la CDU pour la ville d'Auerbach et de 1996 à 1998, il est vice-président d'arrondissement. Après la réunification, il devient actif dans la politique locale et de 1990 à 1992 il est président du groupe parlementaire CDU du conseil municipal d'Auerbach. 
Depuis octobre 1999, il était un membre du Landtag de Saxe pour la circonscription Vogtland 2 et, au cours de la 4e législature (2004-2009), il est membre de la commission de l'économie, du travail, de la technologie et du tourisme et de la commission de la science, des arts, de la culture et des médias. Au cours de la 5e législature (2009 à 2014), il est président de la commission de l'économie, du travail et des transports, ainsi que membre de la commission des affaires intérieures. 
Aux élections de 2014, il ne s'est pas représenté. 